# Факультет управления ЮРИУ РАНХиГС
Факультет управления Южно-Росси́йского институ́та управле́ния РАНХиГС — крупнейший и первый, созданный в структуре ВУЗа, факультет, специализирующийся на подготовке государственных и муниципальных служащих, а также управленческих кадров широкого профиля.
Первые партийные курсы открыты в 1921 году.
В текущем формате факультет управления работает с 1992 года.

## История
Факультет управления Южно-Российского института управления РАНХиГС является правопреемником подразделений, осуществляющих подготовку руководящих кадров для органов власти, начиная с 1921 года С момента первого запуска курсов марксизма-ленинизма по подготовке руководящих работников районного звена. Первым официально зафиксированным приёмом на факультет считается зачисление «с целью повышения уровня правовых и иных знаний» в мае 1931 г. 49 работников Северо-Кавказской краевой контрольной комиссии.
С 1931 года факультет предлагает образовательные программы: месячные курсы председателей сельсоветов, 2-х месячные курсы секретарей райкомов комсомола, 2-х месячные курсы пропагандистов, 3-х месячные партийные курсы, комсомольские курсы, курсы секретарей редакций районных газет. В соответствии с задачами, стоящими перед СССР, на факультете преподавались следующие основные дисциплины: «История народов СССР», «Конституция СССР», «Международные отношения и внешняя политика СССР», «Партийное строительство», «Пропаганда и агитация», «Русский язык и литература», «Закон о пятилетнем плане восстановления и развития народного хозяйства».
К 1947 году на факультете работает 17 преподавателей, в том числе проф. М. И. Клочков, доц. А. И. Герасимов, доц. Д. И. Евсеев, доц. М. М. Кривин, доц. А. С. Силин. Продолжительность обучения по отдельным программам увеличивается до 2 лет. К октябрю 1950 года факультет окончили 554 партийных и советских руководителя, включая 168 секретарей городских и районных комитетов КПСС, а также председателей исполнительных комитетов.
В июле 1956 года создана Межобластная высшая партийная школа (МВПШ). В связи с этим факультет впервые начал реализовывать четырёхлетнюю программу подготовки. Исторические дисциплины занимали 18 %, экономические — 53 %, а партийное строительство — 5 % учебного времени. Так продолжалось вплоть до 1971 г., когда программа обучения была переориентирована на изучение исторического опыта КПСС, принципов партийного и государственного руководства, процессов перерастания социализма в коммунизм, а также на изучение основ политической работы (партийная пропаганда, социальная идеология и педагогика в партийной работе, вопросы культурного строительства и т. д.).
В связи с межобластным статусом ВУЗа к 1975 г. на факультете обучаются руководящие кадры из Тамбовской, Курской, Ростовской, Липецкой, Белгородской, Воронежской, Астраханской, Саратовской областей, Краснодарского, Ставропольского краев, Северо-Осетинской, Чечено-Ингушской, Кабардино-Балкарской, Калмыцкой республик. Работают преподаватели: доц. З. С. Апарина, А. И. Филатов, В. И. Бузов, В. Н. Смирнов, А. И. Гадуха, Ж. И. Карпенко, В. И. Гринько, А. Г. Садило, И. В. Барабанов, В. М. Мухин, И. В. Виденеев, И. П. Кузьмин, Д. П. Прилепский, С. М. Немцев, В. Ф. Тельнихин, А. В. Гуров, Е. В. Захарова, К. Б. Коробов, А. Г. Соловьев, А. В. Нор, В. А. Федоров, К. В. Моргин, известный поэт Н. М. Егоров. В. В. Матченко заведует кабинетом истории КПСС, Л. С. Лебедев — кабинетом политэкономии.
В середине 1970-х оформлена кафедральная структура, которая просуществовала до 1991 г.:
- Кафедра истории КПСС (зав. кафедрой — проф. В. В. Модестов),
- Кафедра политэкономии (зав. кафедрой — проф. М. Г. Габриэли),
- Кафедра партийного строительства (зав. кафедрой — доц. И. М. Крикуленко),
- Кафедра экономики промышленности (зав. кафедрой — доц. В. А. Аристов),
- Кафедра экономики с/х производства (зав. кафедрой — д.н. Н. Ф. Макаров),
- Кафедра журналистики и русского языка (зав. кафедрой — к.н. К. Ф. Луганский),
- Кафедра исторических наук (зав. кафедрой — доц. В. Е. Кожанов),
- Кафедра марксистско-ленинской философии (врио зав. кафедрой — Г. В. Пунда).

При преобразовании в Государственный институт управления Северо-Кавказского социально-политического института ЦК КП РСФСР (март 1991 г.) были внесены изменения и структура ВУЗа стала состоять из кафедр государственного управления и права, социологии и политологии, экономической теории и предпринимательства, социально-экономического управления, средств массовой информации и культуры, истории и теории общественного развития.
В 1992 году Государственный институт управления был разделён на факультет государственного и муниципального управления и факультет заочного обучения. Их создание позволило обеспечить преемственность опыта и начать подготовку кадров для управления в условиях переходной экономики.
12 февраля 1995 года создается кафедра управления и государственной службы, которую возглавляет ректор В. Г. Игнатов. Происходят преобразования в структуре ВУЗа:
- кафедра социально-экономического управления разделена на кафедру управления и государственной службы и кафедру экономики и финансов;
- кафедра конституционного и административного права преобразована в кафедру государственного строительства и права;
- кафедра социально-экономического управления в кафедру экономики и финансов и кафедру управления и государственной службы;
- кафедра истории и теории общественного развития в кафедру истории и философии;
- кафедра культуры и средств массовой информации в кафедру культуры и филологии.

С мая 1995 года СККЦ стал называться Северо-Кавказской академией государственной службы (СКАГС). В течение нескольких лет при активном участии факультета управления открываются 10 филиалов и представительств в Северо-Кавказском регионе. Издаются научные и учебно-методические работы, по которым подготовлены тысячи действующих государственных и муниципальных служащих из почти двух десятков регионов. С 2000 г. издаётся научный журнал «Государственное и муниципальное управление. Учёные записки», входящий в перечень рецензируемых журналов ВАК РФ.
В 2005 году факультет заочного обучения (деканами которого за этот период были проф. А. В. Понеделков, доц. Б. Д. Муранов, проф. В. Н. Некрасов) вошёл в структуру факультета государственного и муниципального управления, сделав его крупнейшим подразделением ВУЗа, на котором обучается почти половина всего контингента программ высшего образования. До 2011 г. на факультете реализуется только одна специальность: Государственное и муниципальное управление (Государственная служба и Управление социально-экономическими процессами).
В 2011 году факультет государственного и муниципального управления переименован в факультет управления. В его структуру включается выпускающая кафедра менеджмента. В связи с переходом российского образования на Болонскую систему начинается реализация двухуровневой модели: ведётся приём на направления «Государственное и муниципальное управление» и «Менеджмент уровней бакалавриата и магистратуры», прекращен приём на специалитет. В 2016 г. за факультетом закрепляются 4 выпускающие кафедры. В целом образовательные программы факультета обслуживает еще 15 кафедр.

## Образовательный процесс
Формы обучения: очная и заочная. Реализуются ускоренные программы и подготовка по индивидуальным учебным планам. На факультете за время его существования реализовывались следующие образовательные программы:

### В период СССР
- Курсы марксизма-ленинизма (1921 г. — 1931 г.);
- Партийный курсы для руководителей различного уровня (1931—1946);
- Высшее партийно-политическое образование (1946 г. — 1991 г.);
- Высшее общее и партийно-политическое образование (1946 г. — 1991 г.).

### В период РФ

#### Специалитет
- Государственная служба (1992 г. — 2016 г.);
- Управление социально-экономическими процессами (1992 г. — 2016 г.);
- Оценка и управление собственностью (2004 г. — 2015 г.);
- Финансовый менеджмент (2004 г. — 2014 г.);
- Менеджмент в социальной сфере (2004 г. — 2015 г.).

#### Бакалавриат
- Управление персоналом государственной и муниципальной службы (2011 г. — 2022 г.);
- Государственные и муниципальные финансы (2011 г. — наст. вр.);
- Государственное и муниципальное управление в социальной сфере (2011 г. — 2021 г.);
- Государственная и муниципальная служба (2018 г. — наст. вр.);
- Управление проектами (2009 г. — 2016 г.);
- Проектный менеджмент (2017 г. — наст. вр.);
- Финансовый менеджмент (2009 г. — наст. вр.).

#### Магистратура
- Государственное управление и местное самоуправление (2011 г. — наст. вр.);
- Управление экономической безопасностью (2010 г. — наст. вр.);
- Региональный государственный контроль и аудит (2011 г. — 2014 г.);
- Управление экономическими системами (2010 г. — 2015 г.);
- Финансовый менеджмент (2010 г. — 2015 г.).

Контингент факультета в разные годы находится в диапазоне от 1000 до 2500 студентов. К реализации образовательных программ привлекается более 150 научно-педагогических работников. По состоянию на 2020 год на факультете управления проходят обучение более 1000 студентов (в том числе около 700 на бакалаврских и 300 на магистерских программах).
Всего факультет успешно закончили более 50 000 студентов и слушателей.
За факультетом закреплены следующие выпускающие кафедры:
- Государственного и муниципального управления;
- Экономической теории и предпринимательства;
- Экономики, финансов и природопользования;
- Менеджмента.

Основными направлениями деятельности факультета управления являются:
- подготовка специалистов с высшим образованием в области государственного и муниципального управления, общего менеджмента;
- фундаментальные и прикладные научные исследования в области государственного и муниципального управления и менеджмента (в том числе управления персоналом, анализа и оценки кадрового потенциала, эффективности управленческого труда, кадровой политики, проблем системы местного самоуправления и т. д.);
- информационно-аналитическое обеспечение государственной службы региона;
- анализ и оценка эффективности деятельности региональных органов власти;
- развитие в регионе кадровой инфраструктуры, включая научные, учебные, аналитические, информационные, консультативные и иные виды работ.

## Научная работа
В рамках реализации основных направлений НИР за последние годы разработаны:
- методики анализа полномочий, расчёта штатной численности и разработки организационных структур органов государственной власти и местного самоуправления;
- методики оценки профессиональных и личностных качеств государственных гражданских служащих;
- аналитические разработки по оптимизации процессов оказания государственных и муниципальных услуг;
- стратегические программы социально-экономического развития территорий;
- методические инструментарии в сфере реализации государственной кадровой политики;
- подходы к совершенствованию системы работы с резервами управленческих кадров;
- концепции создания в Ростовской области «IT-парка» и «Центра управления жизненными ситуациями»;
- программные модули развития информационной системы «МФЦ»;
- промо-версии информационных систем «Электронных гражданин» и «Электронный регион»;
- портал дистанционного обучения государственных и муниципальных служащих;
- портал резерва управленческих кадров.

Ежегодно в декабре на факультете проводится международная конференция «Молодёжная инициатива», в которой принимают участие более 1000 молодых ученых.
Деканы факультета управления в период РФ:
- доц. В. К. Белолипецкий (1992 г. — 1993 г.);
- доц. З. В. Никулина (1993 г. — 1998 г);
- доц. В. Я. Гишко (1998 г — 1998 г.);
- доц. В. В. Келарев (1998 г. — 2001 г.);
- проф. С. П. Кюрджиев (2001 г. — 2011 г.);
- проф. Е. Ю. Золочевская (2011 г. — 2013 г.);
- доц. М. А. Овакимян (2013 г. — 2015 г.);
- доц. Е. В. Дудукалов (2015 г. — 2021 г.),
- доц. С.А. Литвинова (2021 г. -наст.время).

Ведущие научно-педагогические работники факультета: проф. В. Г. Игнатов, доц. В. В. Рудой, доц. О. В. Локота, проф. Е. Ю. Золочевская, доц. Е. В. Дудукалов, доц. М. А. Овакимян, проф. В. Г. Игнатова, проф. С. П. Кюрджиев, доц. В. В. Некрасова, проф. А. В. Понеделков, доц. С.А. Литвинова,  доц. Б. Д. Муранов, проф. В. Н. Некрасов, доц. Ю. А. Героева,  доц. В. В. Келарев, проф. Н. М. Егоров, проф. А. В. Кокин, проф. А. Г. Данилов.

## Известные выпускники
- Рудой, Василий Владимирович
- Степанова, Зоя Михайловна
- Неярохина, Зинаида Васильевна
- Петренко, Валентина Александровна
- Берестовой, Виктор Иванович
- Тхаркахов, Мухарбий Хаджиретович
- Крохмаль, Виктор Васильевич
- Шихсаидов, Хизри Исаевич
- Харитонов, Евгений Михайлович
- Назаров, Иван Степанович
- Громов, Владимир Прокофьевич
- Павлятенко, Геннадий Владимирович
- Михайлов, Александр Николаевич
- Кошева, Виолетта Константиновна
- Рыжков, Василий Трофимович
- Демчук, Николай Васильевич
- Федорко, Фёдор Петрович
- Бетин, Олег Иванович
- Кадохов, Валерий Тотразович
- Кондратенко, Николай Игнатович
- Никулина, Евдокия Андреевна
- Сафронов, Анатолий Александрович
- Перминов, Сергей Николаевич
- Беспаленко, Павел Николаевич
- Мельников, Виктор Павлович
- Тетерин, Иван Михайлович
- Дяченко, Игорь Алексеевич
- Дроздов, Илья Юрьевич
- Батталов, Магомедрасул Вагидович
- Казаноков, Крым Олиевич
- Василенко, Вячеслав Николаевич
- Дерябкин, Виктор Ефимович